# 발레리 돈젤리
발레리 돈젤리(Valérie Donzelli, 1973년 3월 2일 ~ )는 프랑스의 영화 감독, 배우, 영화 각본가이다.

## 작품 목록

### 연출
- 사랑의 여왕 (2009)
- 전쟁의 선언 (2010)
- 사랑은 마법처럼 (2012)
- 저스트 러브! (2013)
- 마가렛 앤 줄리앙:금지된 사랑 (2015, Marguerite et Julien)